# Lagonegro
Lagonegro község (comune) Olaszország Basilicata régiójában, Potenza megyében.

## Fekvése
A Tanagro folyó völgyében fekszik, a megye délnyugati részén. Határai: Casalbuono, Casaletto Spartano, Lauria, Moliterno, Montesano sulla Marcellana, Nemoli, Rivello és Tortorella.

## Története
A település első említése a 15. századból származik, amikor a nápolyi Sanseverino grófok hűbérbirtoka volt. A 19. század elején, amikor a Nápolyi Királyságban felszámolták a feudalizmust, önálló község lett.

## Népessége
A népesség számának alakulása:

## Főbb látnivalói
- Sant’Anna-templom (1665)
- Madonna di Sirino-szentély
- Santa Maria degli Angeli-templom
- San Nicola di Bari-templom (9. század)
- Santissima Trinità-templom
- Madonna delle Grazie-templom
- Santa Maria del Rosario-templom